# Julian Markowski (1897–1970)
Julian Markowski, ps. „Ciernik”, „Juliusz”, „Bończa”, „Brodacz” (ur. 7 stycznia 1897, zm. 27 września 1970 w Krakowie) – podpułkownik Armii Krajowej.

## Życiorys
Urodził się 7 stycznia 1897 na Wołyniu, w rodzinie Władysława (1860–1920), członka Polskiej Organizacji Wojskowej, rozstrzelanego przez bolszewików , i Anieli z Trzeciaków h. Strzemię (ur. 1865). Miał czworo rodzeństwa. 
W latach 1918–1919 służył w 4 Dywizji Strzelców Polskich. Był słuchaczem kursu przeszkolenia oficerów piechoty, pochodzących z armii rosyjskiej. 30 września 1919 został przyjęty do Wojska Polskiego z byłych Korpusów Wschodnich i byłej armii rosyjskiej, z zatwierdzeniem posiadanego stopnia porucznika piechoty, zaliczony do Rezerwy armii i przydzielony do 30 Pułku Piechoty. W szeregach tego pułku walczył na wojnie z bolszewikami. Dowodził kompanią. Uczestniczył w bitwach pod Leplem i Połockiem, gdzie był po raz pierwszy ciężko ranny. Po wyleczeniu powrócił na front. W bitwie nad Dźwiną został ranny po raz drugi .
Po zakończeniu działań wojennych kontynuował służbę w 30 pp w Skierniewicach, a następnie w Warszawie. 3 maja 1922 został zweryfikowany w stopniu porucznika ze starszeństwem z 1 czerwca 1919 i 939. lokatą w korpusie oficerów piechoty, a 3 maja 1926 mianowany kapitana ze starszeństwem z 1 lipca 1925 i 51. lokatą w korpusie oficerów piechoty. Następnie został przeniesiony do Korpusu Ochrony Pogranicza. W marcu 1931 został przeniesiony z KOP do 3 Pułku Piechoty Legionów w Jarosławiu na stanowisko dowódcy kompanii, a następnie adiutanta batalionu . W marcu 1939 w dalszym ciągu pełnił służbę w 3 pp Leg. na stanowisku oficera administracyjno-materiałowego. W tym czasie był już oficerem korpusu administracji.
W czasie okupacji niemieckiej pełnił służbę na stanowisku komendanta I Odcinka Obwodu Kraków-Miasto SZP, a od początku 1942 komendanta Obwodu Kraków-Powiat ZWZ/AK . W końcu lata lub na początku jesieni 1943 został odwołany z zajmowanego stanowiska przez ówczesnego komendanta Okręgu AK Kraków płk. Józefa Spychalskiego pod presją członków Stronnictwa Ludowego „Roch”. Obowiązki komendanta Obwodu Kraków-Powiat objął ponownie po aresztowaniu (8 lutego 1944) mjr. Józefa Kowalówki.
Był mężem Antoniny z Naskalskich (ur. 1899), z którą miał dwóch synów.
Po wojnie szykanowany przez UB i więziony. W późniejszych latach pozbawiony emerytury . Zmarł 27 września 1970 w Krakowie .
W Oddziałowym Archiwum Instytutu Pamięci Narodowej w Krakowie znajduje się teczka personalna informatora ps. „Nurtowski” dot. Juliana Markowskiego s. Władysława, ur. 7 stycznia 1897 (sygn. Kr 009/5201 t. 1 i 2).

## Ordery i odznaczenia
- Krzyż Walecznych (dwukrotnie)[6]
- Srebrny Krzyż Zasługi (5 kwietnia 1928)[20][6]
- Medal Zwycięstwa („Médaille Interalliée”)[21]